# Костандін IV
Костандін IV (іноді Костандін III; вірм. Կոստանդին Դ; 17 квітня 1313 — 21 грудня 1362) — король Кілікійської Вірменії (1344–1362) з династії Лузіньянів. Мав родинні зв'язки з родом Хетумянів та був далеким родичем Костандіна III.

## Життєпис

### Ранні роки
Був сином Балдуїна, лорда Негіра, племінника царя Хетума II, та був далеким родичем свого попередника, Костандіна III. Після убивства останнього 1344 року спробував знищити всіх суперників-претендентів на престол. Він наказав убити племінників Костандіна III, Бемона й Левона, однак їм удалось врятуватись, утікши на Кіпр. Після ліквідації суперників Костандін прийняв царство як Костандін IV.

### Царювання
Період володарювання Костандіна IV припав на важкі для Вірменії часи. Безпеці країни загрожували сусідні мусульманські держави.
1346 року Костандін, об'єднавши сили вірменських князів, вигнав з країни війська мамлюків і туркменів та звільнив стратегічно-важливу фортецю Капан. Влітку 1347 року він розгромив війська Єгипетського султанату, що напали на Кілікію, а восени того ж року за підтримки Кіпрського флоту звільнив портове місто Айас. Користуючись своїми успіхами на фронті, Костандін намагався установити мир з єгиптянами. Однак султан Єгипту відкинув пропозицію Костандіна та, заручившись підтримкою Алепського еміра й Конійського султанату, відновив війну. Під час тієї війни мамлюки захопили порт Айас, конійські туркмени — фортецю Паперон, а Алепський емір — східні регіони Кілікії.
У 1348–1349 роках, користуючись суперечками за трон у Єгипті, Костандін у союзі з лицарями ордена госпітальєрів, здобувши перемогу над військами Алеппо, дістався берегів Александреттської затоки.
Розчарувавшись у брехливих обіцянках допомоги від папства й інших західних країн, 1361 року за дорученням Костандіна IV й Католикоса Месропа I Артазеці було скликано VIII Сіський собор. Католикос відкинув унію з римською церквою та наказав прибрати з обрядів Вірменської церкви всі нововведення, що були результатом пролатинської політики кілікійських царів.
Костандін IV помер своєю смертю 1362 року, його наступником на вірменському престолі став його двоюрідний брат Костандін V.

## Родина
Костандін був одружений з Марією, дочкою князя Корікосу Ошина й Жанни Анжуйської. Від шлюбу з Марією у нього було двоє синів: Ошин (помер 1356) і Левон (1338–1357), обидва померли в молодості.